# Rezerwat przyrody Skarpa Mołożewska
Skarpa Mołożewska – florystyczny rezerwat przyrody położony w gminie Jabłonna Lacka (województwo mazowieckie), na północ od miejscowości Mołożew-Wieś.
Został powołany Zarządzeniem Ministra Ochrony Środowiska i Zasobów Naturalnych z dnia 12 sierpnia 1987 r. (M.P. z 1987 r. nr 28, poz. 222). Zajmuje powierzchnię 1,99 ha (akt powołujący podawał 2,00 ha). Obszar rezerwatu podlega ochronie czynnej.
Celem ochrony rezerwatu jest zachowanie ze względów naukowych, dydaktycznych i krajobrazowych rzadkich i chronionych gatunków roślin ciepłolubnych oraz ochrony skarpy Bugu przed erozją. Skarpa ta ma około 20 metrów wysokości i jest nachylona do rzeki pod kątem 45–80 stopni. 
Najważniejszą wartością przyrodniczą w rezerwacie jest goryczka krzyżowa (Gentiana cruciata). Jest to gatunek chroniony, charakterystyczny dla muraw kserotermicznych. Rosną tu także m.in. podbiał pospolity i wiechlina spłaszczona.
Południowo-wschodni kraniec rezerwatu „Skarpa Mołożewska” graniczy z dużo większym rezerwatem „Wydma Mołożewska”.